# Thebit (cratère)
Thebit est un cratère lunaire situé sur la face visible de la Lune. Il se trouve au sud-est de la Mare Nubium. À l'est s'étend une longue crête, appelée Rupes Recta et juste après se trouve le cratère Birt. À l'ouest-nord-ouest du cratère Thebit, s'étend le cratère Arzachel et à l'Est, le cratère La Caille. Au sud-ouest il y a les restes inondés du cratère satellite « Thebit P » qui a un plus grand diamètre que Thebit lui-même. Au sud, il y a le cratère Alpetragius. Le bord du cratère Thebit est un contour circulaire, avec une double entaille dans le mur sud-ouest. Un éminent cratère en forme de cuvette, « Thebit A », se trouve en face du rebord à l'ouest-nord-ouest.
En 1935, l'Union astronomique internationale a donné le nom de l'astronome et mathématicien Thābit ibn Qurra à ce cratère lunaire.

## Cratères satellites

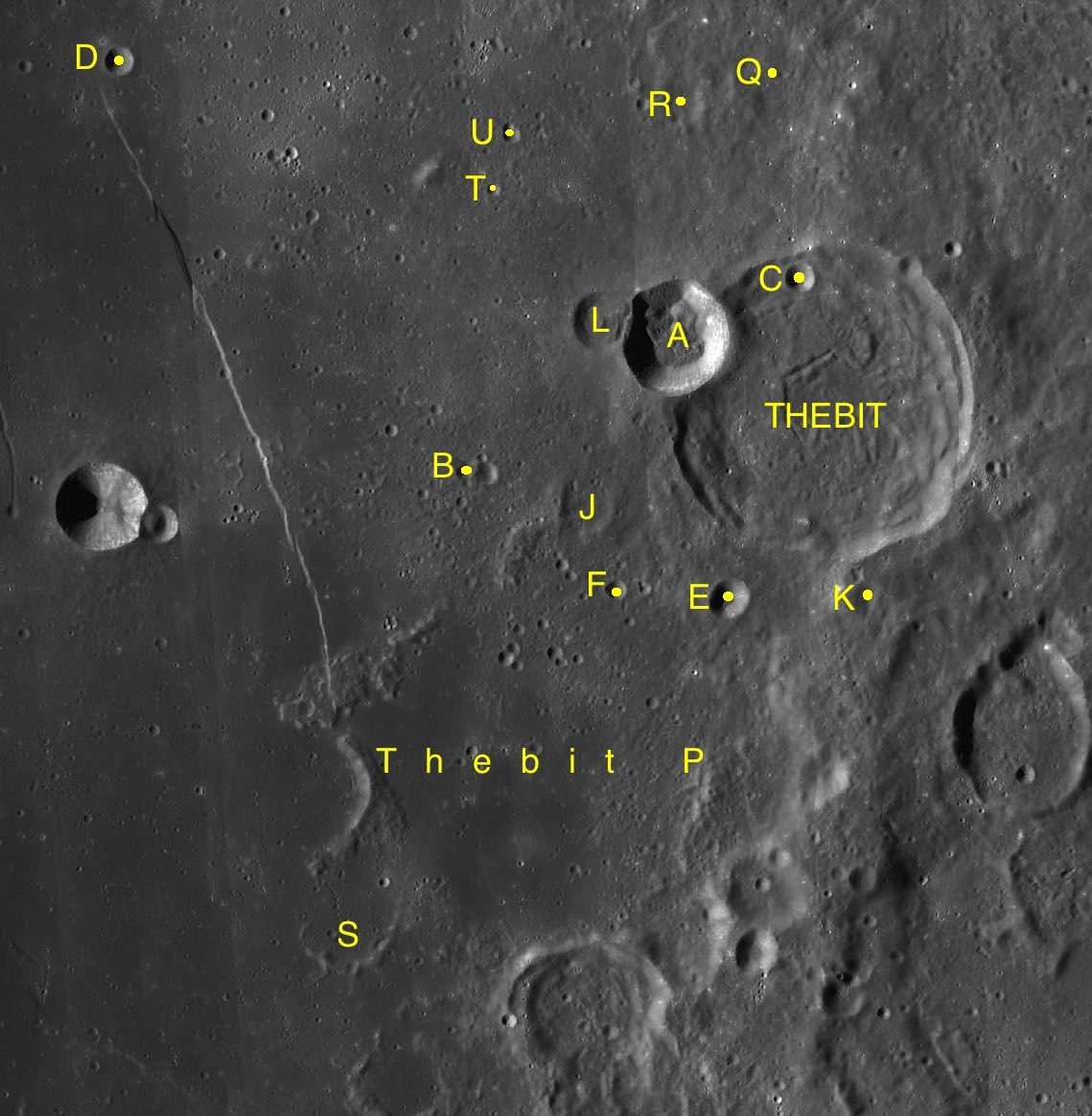
Carte des cratères satellites de Thebit.

Par convention, les cratères satellites sont identifiés sur les cartes lunaires en plaçant la lettre sur le côté du point central du cratère qui est le plus proche de Thebit.
| Thebit | Latitude | Longitude | Diamètre |
| ------ | -------- | --------- | -------- |
| A      | 21.5° S  | 4.9° W    | 20 km    |
| B      | 22.3° S  | 6.2° W    | 4 km     |
| C      | 21.2° S  | 4.1° W    | 6 km     |
| D      | 19.8° S  | 8.3° W    | 5 km     |
| E      | 23.1° S  | 4.6° W    | 7 km     |
| F      | 23.0° S  | 5.3° W    | 4 km     |
| J      | 22.5° S  | 5.5° W    | 10 km    |
| K      | 23.1° S  | 3.7° W    | 5 km     |
| L      | 21.5° S  | 5.4° W    | 12 km    |
| P      | 24.0° S  | 5.7° W    | 78 km    |
| Q      | 20.1° S  | 4.2° W    | 16 km    |
| R      | 20.2° S  | 4.8° W    | 9 km     |
| S      | 24.8° S  | 7.2° W    | 16 km    |
| T      | 20.7° S  | 6.0° W    | 3 km     |
| U      | 20.3° S  | 5.8° W    | 4 km     |